# Ferrymead Bays
Der Ferrymead Bays Football Club ist ein semiprofessioneller neuseeländischer Fußballklub aus Christchurch.

## Geschichte
Der Klub wurde im Jahr 1972 begründet. Ursprünglich noch unter dem Namen Bays United AFC nahm man noch Ferrymead in den Namen mit auf, um mehr Menschen in der Region anzusprechen.
Im Jahr 2002 gelang es dann erstmals die Mainland Premier League zu gewinnen. Nach vier weiteren Meisterschaften in den nächsten Jahren durfte man erstmals zur Saison 2022 in die National League aufsteigen. Dort in der Southern League schloss man mit 30 Punkten am Ende der Spielzeit auf dem fünften Platz ab und hielt so die Klasse.

## Erfolge
- Mainland Premier League
  - Meister: 2002, 2006, 2011, 2012, 2017